# Piper Chapman
Piper Elizabeth Chapman is een personage (gespeeld door Taylor Schilling) en hoofdpersoon van de Netflix-serie Orange Is the New Black. Het personage is gebaseerd op Piper Kerman, de schrijver van het non-fictieboek Orange Is the New Black: My Year in a Women's Prison, waarop de serie is gebaseerd.

## Achtergrond
De afgestudeerde Kerman ontmoette rond 1999 in Northampton, Massachusetts Cleary Wolters, met wie ze een relatie kreeg. Wolters smokkelde drugs en uiteindelijk vloog ook de 24-jarige Kerman met een koffer vol geld voor een West-Afrikaanse drugsleider vanuit de Verenigde Staten naar België. Ze werd gepakt en een jaar later berecht. In de rechtszaak verklaarde zij dat ze drie overzeese reizen had gemaakt voor de drugshandel. Nadat ze het uitmaakte met Wolters, ontmoette Kerman Larry Smith en ze verloofden zich voordat ze in 1998 door de overheid werd aangeklaagd. Het duurde uiteindelijk nog zes jaar sinds haar veroordeling voordat Kerman daadwerkelijk in 2004 de gevangenis in ging. Ze verbleef dertien maanden in de vrouwengevangenis FCI Danbury in Danbury, Connecticut. In 2010 publiceerde Kerman het boek Orange Is the New Black: My Year in a Women's Prison, gebaseerd op haar ervaringen.
Kerman heet in de serie Piper Chapman, Wolters' karakter kreeg de naam Alex Vause. Zij hebben in werkelijkheid niet samen in de gevangenis gezeten. Chapmans verloofde Larry Bloom, is gebaseerd op Kermans vriend en uiteindelijke man, Larry Smith. Producer Jenji Kohan wilde aanvankelijk Katie Holmes voor de rol van Piper Chapman vragen, maar die had te veel andere verplichtingen. Uiteindelijk koos ze voor Taylor Schilling.

## Verhaal in de serie
Chapman is een 32-jarige WASP die 15 maanden gevangenisstraf krijgt voor het smokkelen van een tas vol met drugsgeld (50.000 dollar) naar België, voor haar toenmalige vriendin Alex Vause. Buiten de gevangenis is Chapman de eigenaar van een zeepbedrijf in Brooklyn. Ze komt uit een rijke familie en is afkomstig uit Connecticut. Chapman is biseksueel, en tijdens haar studie had ze een relatie met Alex Vause (Laura Prepon), een drugssmokkelaar. Tien jaar voor het begin van de serie, smokkelde ze samen met Vause de tas met geld van Colombia naar België. Uiteindelijk kreeg Chapman genoeg van de levensstijl van Vause en gingen ze uit elkaar. Kort daarna begon ze te daten met Larry Bloom (Jason Biggs), met wie ze zich verloofde.